# Judenvermögensabgabe
La Judenvermögensabgabe ("Prelievo sul capitale ebraico") fu un'imposta speciale e specifica per gli ebrei tedeschi, promulgata durante il periodo di governo nazista. Questa norma fu parte di una serie di azioni intraprese dai nazisti per saccheggiare sistematicamente i beni degli ebrei.
Dopo l'attentato a Ernst Eduard vom Rath e gli eventi legati alla notte dei cristalli, Hermann Göring chiese un contributo di un miliardo di Reichsmark a titolo di "espiazione" per "l'atteggiamento ostile dell'ebraismo nei confronti del popolo tedesco".
Il decreto del 12 novembre 1938 sull'espiazione degli ebrei di nazionalità tedesca (RGBl. I p. 1579) fu firmato dallo stesso Göring, in virtù della procura generale conferitagli nel 1936 per emanare le ordinanze. Nello stesso giorno furono emanate l'"Ordinanza sull'eliminazione degli ebrei dalla vita economica tedesca" e l'"Ordinanza sul ripristino delle facciate delle attività commerciali ebraiche", seguite tre settimane dopo dall'"Ordinanza sull'uso della ricchezza degli ebrei".

## Adozione
Adolf Hitler aveva già preso in considerazione una simile misura fiscale nel 1936 dopo l'assassinio di Wilhelm Gustloff, per cui "approvò in linea di principio un piano per introdurre una tassa speciale ebraica" e fece elaborare una legge che sarebbe stata annunciata subito dopo il processo Gustloff. Nell'agosto 1936, in un "memorandum segreto sul piano quadriennale", Hitler proclamò che, per raggiungere gli obiettivi militari della Germania, doveva essere promulgata una legge "che rendesse tutto l'ebraismo responsabile di tutti i danni causati all'economia tedesca e quindi al popolo tedesco da singoli episodi di criminalità". Il 18 dicembre dello stesso anno Wilhelm Stuckart, segretario di Stato presso il Ministero degli interni del Reich, informò in via confidenziale il ministro dell'Economia del Reich Hjalmar Schacht che Hitler aveva approvato un'imposta ebraica e ordinato di accelerare la preparazione di un disegno di legge in modo da promulgarla dopo la conclusione del processo Gustloff.
Questi piani sfociarono in un disegno di legge che per l'anno d'imposta 1937 impose a tutti gli ebrei tasse speciali sui salari e sulle proprietà. Per ragioni di politica estera, ma anche per le riserve della burocrazia ministeriale, Hitler si astenne dall'attuazione "evidentemente con l'intenzione di attendere una situazione più favorevole".
Il 10 novembre 1938 il ministro dell’Economia Walther Funk apprese da Joseph Goebbels l'ordine di Hitler di eliminare gli ebrei dall'economia tedesca. In quello stesso giorno Göring e Goebbels incontrarono Hitler e Goebbels propose di imporre agli ebrei un contributo economico. Göring assicurò al Tribunale militare internazionale del processo di Norimberga contro i principali criminali di guerra che Hitler fu anche d'accordo con l'obiettivo delle altre leggi emanate poco dopo:
Il 12 novembre 1938, in una "discussione sulla questione ebraica" durata diverse ore, Göring delineò davanti a più di un centinaio di partecipanti l'obiettivo di "giungere ad un'azione molto chiara e vantaggiosa per il Reich" in merito alla questione ebraica. I danni causati dai pogrom dovevano essere riparati dagli stessi ebrei: gli indennizzi assicurativi furono confiscati, le imprese commerciali ebraiche dovevano essere espropriate al valore stimato e trasferite ad acquirenti tedeschi al valore di mercato, azioni e titoli dovevano essere scambiati con banconote del Tesoro del Reich. Göring durante questo incontro affermò: 

## Attuazione
Nella primavera del 1938 fu emanato un decreto sulla registrazione dei beni degli ebrei: avrebbero dovuto dichiararli entro la fine di luglio se il valore superasse i 5.000 ℛ︁ℳ︁. Di ciò si avvalse un decreto del 21 novembre 1938 (RGBl. I p. 1638 ss.) che stabilì che tutti gli ebrei con un patrimonio superiore a 5.000 ℛ︁ℳ︁ dovevano versare il 20% in quattro rate all'ufficio delle imposte entro il 15 agosto 1939. L'ordinanza si riservava espressamente il diritto di esigere ulteriori pagamenti se non fosse stata raggiunta la somma totale di un miliardo di marchi. Un altro decreto prescrisse la quinta rata, con scadenza il 15 novembre 1939. Il totale arrivò a 1.126.612.495,00 ℛ︁ℳ︁.
| Anno fiscale | Entrate fiscali in Reichsmark |
| ------------ | ----------------------------- |
| 1938         | 498.514.808                   |
| 1939         | 533.126.504                   |
| 1940         | 94.971.184                    |
| Totale       | 1.126.612.496                 |

## La politica finanziaria
La situazione finanziaria del Reich peggiorò a causa delle spese per il riarmo della Wehrmacht. Mancarono i prestiti dall'estero, per l'anno 1939 si dovettero rimborsare le cambiali Mefo. Ci fu una notevole lacuna nel bilancio: infatti nel 1938 si registrò un deficit di cassa di due miliardi di marchi. A metà novembre 1938 Walther Bayrhoffer del ministero delle Finanze paventò "la possibilità che il Reich potesse diventare insolvente". Il 18 novembre 1938, dopo un discorso interno di Göring, un rappresentante del ministero degli Esteri annotò:
Le difficoltà finanziarie in cui si trovò lo Stato tedesco a novembre risulta evidente dal fatto che le tanto attese entrate dalle imposte alla comunità ebraica furono anticipate con l'aiuto delle principali banche tedesche.

## Reazioni
Victor Klemperer scrive nei suoi diari del 13 novembre 1938 e del 6 dicembre:
In effetti, solo una parte degli ebrei rimasti in Germania pagò questa sanzione fiscale. Ad Amburgo, ad esempio, solo il 16% degli ebrei presentò una dichiarazione patrimoniale. L'idea diffusa della "ricchezza degli ebrei" era una leggenda. Secondo i rapporti segreti di politica interna raccolti dal Servizio di sicurezza, una parte della popolazione criticò l'insensata distruzione dei beni materiali durante la "notte dei cristalli del Reich", mentre la multa inflitta agli ebrei fu considerata in molti casi una giusta punizione. Il Bamberger Volksblatt descrive la presunta ricchezza degli ebrei e ne giustifica l'"espiazione": "Questa proprietà sottratta con la frode al popolo tedesco gli viene restituita in piccola parte attraverso la multa ora imposta".

## Rimborsi del dopoguerra
Alla fine della guerra, le forze di occupazione americane emanarono la "Legge del governo militare n. 59. Restituzione delle proprietà identificabili", con cui si ordinò la restituzione delle proprietà e dei beni alle persone che ne erano state ingiustamente private. Nelle leggi tedesche sulla restituzione approvate nel 1953 erano contenuti limitazioni e conteggi sfavorevoli (§ 21), poi revocati nella revisione del 1956 (§ 59). Il rimborso faceva parte del programma più ampio Wiedergutmachung, che comprendeva anche il rimborso della tassa del Reich sulla fuga dei capitali  .